# 刘守分
刘守分（?—?），明朝末年清朝初年抗清领袖。

## 生平
刘守分在河北巨鹿聚众反清，自称总兵，改元天定。顺治元年（1644年）九月，被清军镇守真顺广大署总兵王景启和道员丘茂华镇压。

## 年号
劉守分的年号天定（1644年九月），前后共1年。